# Tomasz Wiśniewski (piłkarz ręczny)
Tomasz Wiśniewski (ur. 29 marca 1997 w Płocku) – polski piłkarz ręczny, bramkarz, od 2016 zawodnik Stali Mielec.

## Kariera sportowa
Wychowanek Wisły Płock. W sezonach 2015/2016 i 2016/2017 występował w jej pierwszoligowych rezerwach (rozegrał 32 mecze). W pierwszym zespole Wisły Płock i jednocześnie w Superlidze zadebiutował 9 września 2016 w wygranym spotkaniu z Wybrzeżem Gdańsk (36:25).
W listopadzie 2016 został wypożyczony do Stali Mielec. W sezonie 2016/2017 rozegrał w Superlidze 15 meczów i rzucił dwie bramki w rozegranym 11 grudnia 2016 spotkaniu z Wisłą Płock (20:34). W sezonie 2017/2018 rozegrał 27 meczów i zdobył dwa gole oraz bronił ze skutecznością 28,9% (194/671). W sezonie 2018/2019, w którym rozegrał 37 spotkań i rzucił trzy bramki, bronił ze skutecznością 26,6% (244/917). W 2019 Stal Mielec wykupiła go z Wisły Płock.
W 2016 uczestniczył w mistrzostwach Europy U-20 w Danii, podczas których rozegrał siedem meczów, broniąc w nich ze skutecznością 25% (43/170).
W reprezentacji Polski zadebiutował 13 czerwca 2018 w przegranym meczu z Hiszpanią (30:31).

## Statystyki
| Klub                            | Sezon     | Liga      | Liga | Liga |
| Klub                            | Sezon     | Liga      | M    | B    |
| ------------------------------- | --------- | --------- | ---- | ---- |
| Wisła Płock                     | 2016/2017 | Superliga | 1    | 0    |
|                                 |           |           |      |      |
| Stal Mielec                     | 2016/2017 | Superliga | 15   | 2    |
| Stal Mielec                     | 2017/2018 | Superliga | 27   | 2    |
| Stal Mielec                     | 2018/2019 | Superliga | 37   | 3    |
| Stal Mielec                     | Razem     | Razem     | 79   | 7    |
| Stan na koniec sezonu 2018/2019 |           |           |      |      |